# Xyza Cruz Bacani
Xyza Cruz Bacani (Bambang, 1987) é uma fotógrafa de rua e fotógrafa documental filipina, que viveu muitos anos em Hong Kong, na China, e agora está radicada em Nova Iorque, nos Estados Unidos da América.
É conhecida pelas suas fotografias em preto e branco de Hong Kong e por projetos documentais sobre migração e as interseções entre trabalho e direitos humanos.
Foi uma das bolsistas de direitos humanos da Fundação Magnum e recebeu uma resolução aprovada pela Câmara dos Representantes das Filipinas em sua homenagem, HR N.° 1969.
Xyza foi escolhida pela BBC uma das 100 Mulheres mais inspiradoras do mundo de 2015, é uma das 30 Fotógrafas com menos de 30 anos de 2016, uma das 30 com menos de 30 anos da Forbes na Ásia de 2016, e Embaixadora da Fujifilm. Ela recebeu bolsas do Pulitzer Center on Crisis Reporting em 2016, WMA Commission 2017, e parte da Open Society Foundations Moving Walls 24.

## Infância e juventude
Xyza Bacani cresceu em Bambang, Nueva Vizcaya, nas Filipinas, sendo a mais velha de três filhos. Ela estudou bacharelado em Enfermagem na Saint Mary's University, em Bayombong (Filipinas), antes de abandonar os estudos e deixar as Filipinas para arrecadar fundos para a educação de seus irmãos.

## Carreira
Aos 19 anos, ela se juntou à mãe em Hong Kong, trabalhando como babá para uma família abastada nos níveis médios. Xyza Bacani começou a tirar fotos casuais depois de comprar sua primeira câmera reflex digital de lente única com um empréstimo de seu empregador. Seu interesse pela fotografia se desenvolveu enquanto ela ainda estava na faculdade, mas ela não tinha condições de comprar sua própria câmera na época. Ela agora é fotógrafa em tempo integral e trabalha em vários projetos pouco relatados em todo o mundo.[carece de fontes?]

### Trabalhos
Entre suas várias imagens fotográficas de rua da sociedade de Hong Kong, ela cobriu os protestos de Hong Kong em 2014 na Central e documentou a vida de outras empregadas domésticas no Refúgio de Mulheres Migrantes Bethune House, no bairro de Jordânia, em Hong Kong.
Seu trabalho vem sendo comparado aos feitos pela fotógrafa de rua americana Vivian Maier, que também trabalhou como babá; no entanto, Xyza Bacani descarta a comparação, querendo que seu trabalho seja independente.

### Exposições
- Novembro de 2014 – Consulado Geral das Filipinas, Hong Kong[10]
- Dezembro de 2014 – Clube de Correspondentes Estrangeiros, Hong Kong[10]

### Bolsa de Direitos Humanos da Fundação Magnum
Em 2015, Xyza ganhou a prestigiosa bolsa de estudos da Magnum Foundation Human Rights para a Universidade de Nova York (NYU), que pagará para ela se matricular no curso de fotografia de seis semanas da Tisch School for the Arts. Ela então obteve seu mestrado em Política Artística, pela NYU em 2022, apesar da falta de um diploma de graduação.[carece de fontes?]